# BRICS
Il BRICS è un raggruppamento di economie mondiali emergenti, formato dai Paesi del precedente BRIC (Brasile, Russia, India e Cina) con l'aggiunta di Sudafrica (2010; con il suo ingresso si aggiunse la S al nome), Egitto, Emirati Arabi Uniti, Etiopia, Iran (2024), Indonesia (2025).
L'acronimo originale "BRIC" fu coniato nel 2001 dall'economista della Goldman Sachs Jim O'Neill per descrivere le economie in rapida crescita che nelle sue previsioni avrebbero dominato collettivamente l'economia globale entro il 2050. Questi Paesi condividono una situazione economica in via di sviluppo e abbondanti risorse naturali strategiche, ma, soprattutto, sono stati caratterizzati da una forte crescita del prodotto interno lordo (PIL) e del peso nel commercio mondiale, specie agli inizi del XXI secolo.
In seguito, il blocco - informalmente ribattezzato BRICS+ - è divenuto un'organizzazione intergovernativa, con obiettivi geoeconomici e geopolitici e vertici annuali di rappresentanti degli Stati membri. Dal punto di vista economico, questi Paesi si propongono di costruire un sistema commerciale e finanziario globale attraverso accordi bilaterali non basati sul dollaro (de-dollarizzazione); in particolare, ciò potrebbe avvenire con il lancio di una nuova moneta, potenzialmente condivisa.

## Storia

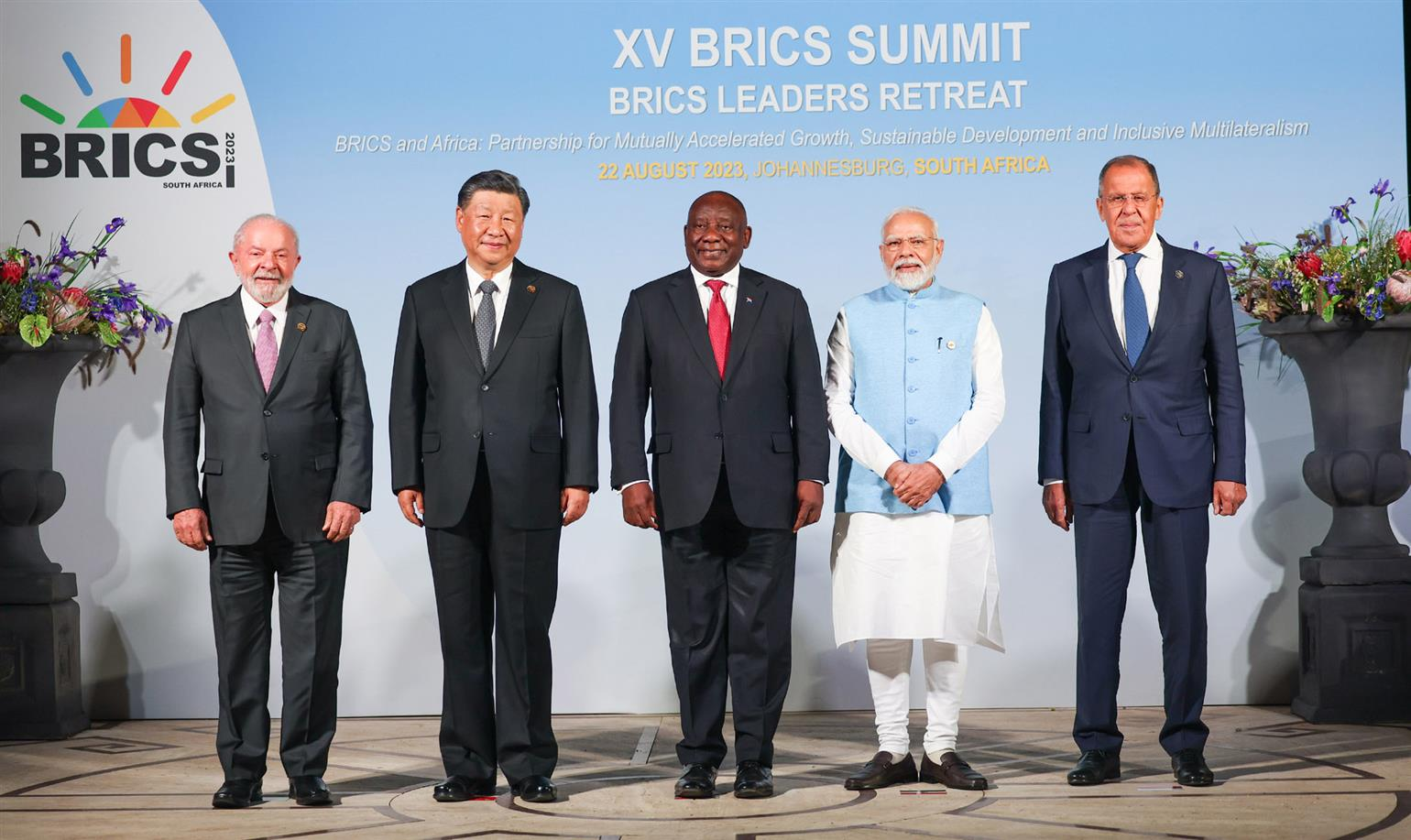
I capi dei BRICS nel 2023, da sinistra a destra: il presidente brasiliano Lula da Silva, il presidente cinese Xi Jinping, il presidente sudafricano Cyril Ramaphosa, il primo ministro indiano Narendra Modi e il ministro degli esteri russo Sergej Lavrov (in rappresentanza del presidente russo Vladimir Putin).

Nel novembre 2010 il Fondo Monetario Internazionale ha incluso i Paesi BRIC tra i dieci Paesi suoi maggiori azionisti, insieme a Stati Uniti d'America, Giappone e ai quattro Paesi più popolati dell'Unione europea (Francia, Germania, Italia e Regno Unito).
A seguito della mancata ripartizione delle quote, giacente presso il Congresso degli Stati Uniti, una cui redistribuzione era stata avanzata dai Paesi del BRICS, questi ultimi hanno dato vita a una propria strutturazione finanziaria autonoma alternativa al FMI, la Nuova Banca di Sviluppo, durante il loro sesto vertice a Fortaleza, in Brasile, il 15 luglio 2014.
Il Presidente cinese Xi Jinping ha annunciato l’accelerazione del processo di espansione dei BRICS ad Argentina e Iran in occasione del 14º incontro dei capi dei BRICS a Pechino a fine giugno 2022. L’Iran e l’Argentina hanno annunciato di aver presentato richiesta formale di adesione al gruppo. A maggio, per la prima volta nella storia del gruppo, hanno partecipato alla riunione dei ministri degli Esteri dei BRICS i loro omologhi di Kazakistan, Arabia Saudita, Argentina, Egitto, Indonesia, Nigeria, Senegal, Emirati Arabi Uniti, Thailandia e di altri Paesi. Sempre nel 2022 l’Algeria ha presentato la domanda di adesione ai BRICS, mentre Arabia Saudita, Indonesia ed Egitto ne hanno espresso l'intenzione.
In via ipotetica, è stato utilizzato anche l'acronimo BRICST, per l'inclusione della Turchia tra i Paesi emergenti nell'ambito dell'economia mondiale, sebbene comunque questa non faccia parte dell'associazione. Il 2 settembre 2024 la Turchia ha chiesto formalmente di entrare a far parte del gruppo BRICS. 
Nel 2023 Il Parlamento egiziano ha ratificato un decreto del governo che consentirà al Paese di aderire alla Nuova Banca di Sviluppo, mentre il Venezuela ha depositato la domanda per l’ingresso nei BRICS.
Durante il summit a Johannesburg del 22-24 agosto 2023, i 5 membri del BRICS hanno ufficialmente invitato ad unirsi al gruppo Arabia Saudita, Argentina, Egitto, Emirati Arabi Uniti, Etiopia e Iran; di questi, solo Egitto, Emirati Arabi, Etiopia e Iran sono ufficialmente diventati membri effettivi a partire dal 1º gennaio 2024.
L'Arabia Saudita, pur inizialmente accreditata come entrata a far parte dell'organizzazione, confermò in seguito di non aver ufficialmente aderito ai BRICS.
Con l'insediamento del governo Milei in Argentina, la ministra degli affari esteri Diana Mondino ha dichiarato l'intenzione del nuovo esecutivo di allontanarsi dai BRICS e chiedere, in alternativa, l'adesione all'OCSE. Più in generale, durante la campagna elettorale presidenziale del 2023, Milei e il suo partito avevano più volte espresso l'appoggio a una collocazione internazionale filo-atlantista e meno legata a Russia e Cina.

## Vertici
La seguente tabella elenca i dettagli essenziali dei vertici ufficiali (i primi due relativi al BRIC).
| N.  | Data                                                              | Località        | Paese ospitante | Presidente                | Sito web   | Note |
| --- | ----------------------------------------------------------------- | --------------- | --------------- | ------------------------- | ---------- | ---- |
| 1º  | 16 giugno 2009                                                    | Ekaterinburg    | Russia          | Dmitrij Medvedev          |            | BRIC |
| 2º  | 15 – 16 aprile 2010                                               | Brasilia        | Brasile         | Luiz Inácio Lula da Silva |            | BRIC |
| 3º  | 14 aprile 2011                                                    | Sanya           | Cina            | Hu Jintao                 |            |      |
| 4º  | 29 marzo 2012                                                     | Nuova Delhi     | India           | Manmohan Singh            |            |      |
| 5º  | 26 – 27 marzo 2013                                                | Durban          | Sudafrica       | Jacob Zuma                |            |      |
| 6º  | 14 – 16 luglio 2014                                               | Fortaleza       | Brasile         | Dilma Rousseff            | BRICS 2014 |      |
| 7º  | 8 – 9 luglio 2015                                                 | Ufa             | Russia          | Vladimir Putin            |            |      |
| 8º  | 15 – 16 ottobre 2016                                              | Panaji          | India           | Narendra Modi             |            |      |
| 9º  | 3 – 5 settembre 2017                                              | Xiamen          | Cina            | Xi Jinping                |            |      |
| 10º | 25 – 27 luglio 2018                                               | Johannesburg    | Sudafrica       | Cyril Ramaphosa           |            |      |
| 11º | 13 – 14 novembre 2019                                             | Curitiba        | Brasile         | Jair Bolsonaro            |            |      |
| 12º | 21 – 23 luglio 2020 (rinviato a causa della pandemia di COVID-19) | San Pietroburgo | Russia          | Vladimir Putin            |            |      |
| 12º | 17 novembre 2020 (videoconferenza)                                | San Pietroburgo | Russia          | Vladimir Putin            |            |      |
| 13º | 9 settembre 2021 (videoconferenza)                                | Nuova Delhi     | India           | Narendra Modi             | BRICS 2021 |      |
| 14º | 23 giugno 2022 (videoconferenza)                                  | Pechino         | Cina            | Xi Jinping                |            |      |
| 15º | 22 – 24 agosto 2023                                               | Johannesburg    | Sudafrica       | Cyril Ramaphosa           | BRICS 2023 |      |
| 16º | 22 – 24 ottobre 2024                                              | Kazan           | Russia          | Vladimir Putin            | BRICS 2024 |      |
| 17º | 6 – 7 luglio 2025                                                 | Rio de Janeiro  | Brasile         | Lula da Silva             |            |      |
| 18º | 2026                                                              |                 | India           |                           |            |      |

## Forme di adesione
| Stati membri      | Stati membri                                   | Stati associati                       | Stati candidati                           |
| Fondatori         | BRICS+                                         | Stati associati                       | Stati candidati                           |
| ----------------- | ---------------------------------------------- | ------------------------------------- | ----------------------------------------- |
| Brasile (2009)    | Egitto (2024)                                  | Bielorussia (2024)                    | Arabia Saudita (2023)                     |
| Russia (2009)     | Emirati Arabi Uniti (2024)                     | Bolivia (2024)                        | Azerbaigian (2024) (valutazione in corso) |
| India (2009)      | Etiopia (2024)                                 | Cuba (2024)                           | Birmania (2024) (valutazione in corso)    |
| Cina (2009)       | Iran (2024)                                    | Kazakistan (2024)                     | Bangladesh (2024) (valutazione in corso)  |
| Sudafrica (2010)  | Indonesia (2025)                               | Malaysia (2024)                       | Pakistan (2024) (valutazione in corso)    |
|                   | Nigeria (2024)                                 | Senegal (2024) (valutazione in corso) |                                           |
| Thailandia (2024) | Sri Lanka (2024) (valutazione in corso)        |                                       |                                           |
| Uganda (2024)     | Turchia (2024) (valutazione in corso)          |                                       |                                           |
| Uzbekistan (2024) | Venezuela (2024) (valutazione in corso)        |                                       |                                           |
| Vietnam (2025)    | Algeria (2022) (candidatura ritirata nel 2024) |                                       |                                           |

### Stati membri
- Brasile (2009)
- Russia (2009)
- India (2009)
- Cina (2009)
- Sudafrica (2010)
- Egitto (2024)
- Emirati Arabi Uniti (2024)
- Etiopia (2024)
- Iran (2024)
- Indonesia (2025)

Al momento non esiste ancora una procedura formale affinché uno Stato diventi membro dei BRICS; l'unico requisito fondamentale affinché lo Stato interessato riceva un invito a unirsi è il consenso unanime di tutti gli Stati già membri.
Dai vertici del 2022-2023, si è iniziata a considerare la possibilità di far entrare nell'organizzazione nuovi Stati membri in aggiunta ai cinque fondatori. In particolare, era stato deciso che dal 1º gennaio 2024 entrassero nei BRICS (appositamente ribattezzato BRICS+) anche Egitto, Emirati Arabi Uniti, Etiopia, Iran, oltre ad Argentina ed Arabia Saudita. Mentre i primi quattro Stati sono divenuti membri, come previsto, per quanto riguarda l'Argentina la decisione fu annullata dal neo-eletto presidente Javier Milei il 29 dicembre 2023. In maniera simile, l'Arabia Saudita non confermò - e tuttora non ha confermato - la sua adesione.
L'Algeria aveva fatto domanda per la piena adesione nel 2022, ma nell'ottobre 2024 ha arrestato il processo.
Nel gennaio 2025 l'Indonesia è entrata a far parte del BRICS come decimo membro.
Nel giugno 2025, in occasione del 17° vertice, si aspettava l'annuncio che la Turchia si sarebbe unita ai BRICS come Stato membro, ma ciò non è avvenuto.

### Stati associati
Durante il 16º vertice dei capi di Stato dei paesi BRICS, tenutosi a Kazan in Russia dal 22 al 24 ottobre 2024, è stata annunciata la creazione della categoria degli "Stati partner dei BRICS", comprendente gli Stati con cui sono in corso le trattative diplomatiche per l'ammissione ufficiale all'organizzazione.
Al giugno 2025 hanno assunto lo status di Stati partner:
- Bielorussia
- Bolivia
- Cuba[31]
- Kazakistan
- Malaysia
- Nigeria
- Thailandia
- Uganda
- Uzbekistan
- Vietnam[32]

### Potenziali membri
Al 2025, anche questi Paesi hanno manifestato l'interesse di aderire ai BRICS:

#### Africa
1. Angola[34]
2. Burkina Faso[35]
3. Camerun[36]
4. Repubblica Centrafricana[37]
5. Repubblica del Congo[38]
6. RD del Congo[39]
7. Guinea Equatoriale[40]
8. Ghana[41]
9. Libia[42]
10. Mali[43]
11. Sudan del Sud[44]
12. Sudan[45]
13. Tunisia[46]
14. Zimbabwe[47]

#### America
1. Colombia[48]
2. El Salvador[49]
3. Nicaragua[50]
4. Perù[51]
5. Venezuela

#### Asia
1. Afghanistan[52]
2. Bahrein[53]
3. Iraq[54]
4. Kuwait[55]
5. Laos[56]
6. Palestina[57]
7. Siria[58]
8. Yemen

#### Europa
1. Serbia[59]

## Problematiche
Il gruppo dei BRICS è formato da Brasile, Russia, India, Cina e dal Sudafrica (che si è aggiunto nel 2010). Al 2025, insieme, questi paesi rapresentano circa il 41% della popolazione mondiale e producono più di un terzo del PIL globale. Nonostante i numeri importanti, ci sono molte problematiche che impediscono a questo gruppo di avere un ruolo davvero forte sul piano geopolitico. Non riescono, per ora, a proporsi come una vera alternativa alle alleanze occidentali.
Anche se l’obiettivo dichiarato dei BRICS è quello di creare un ordine mondiale più inclusivo, sostenibile e multipolare, nella realtà le cose sono molto diverse. Le divisioni interne e la mancanza di una strategia chiara rendono il gruppo poco influente sul piano globale. Le grandi promesse fatte spesso restano sulla carta, mentre nel concreto i risultati sono pochi e frammentati. La realtà è che i BRICS faticano ad agire come un blocco unitario e non riescono a sfidare seriamente il sistema guidato dai paesi occidentali.
- Eterogeneità politica e istituzionale: una delle principali difficoltà del gruppo è che è composto da paesi molto diversi tra loro sul piano politico. Alcuni sono democrazie (come India, Brasile e Sudafrica), anche se spesso un po' imperfette. Altri invece sono regimi autoritari o ibridi, come nel caso di Russia e Cina. Questo rende difficile trovare posizioni comuni su temi importanti. Non ci sono regole condivise e spesso ogni paese va per la sua strada, creando confusione o contrasti nel gruppo. Questa diversità non aiuta a prendere decisioni rapide o chiare, e ogni incontro rischia di trasformarsi in un dialogo senza fine.[60]
- Allargamento e divergenze interne:  nel 2024, i BRICS si sono allargati accogliendo Egitto, Etiopia, Iran ed Emirati Arabi Uniti. Questo allargamento ha reso il gruppo ancora più vario e complicato da gestire. Sono entrati paesi che hanno interessi anche molto diversi tra loro e spesso in contrasto. L'inclusione di nuovi membri ha fatto sembrare sempre di più il gruppo come un insieme di paesi "non allineati", senza un obiettivo vero in comune. C'è stata anche confusione su chi doveva entrare prima, e su che criteri usare per accettare nuovi membri.[60]
- Mancanza di coerenza economica: anche sul piano economico, i BRICS non sembrano molto uniti. Nonostante i tanti annunci fatti durante i vertici internazionali, come quello che si è svolto a Rio de Janeiro, manca ancora una strategia vera comune. Si parla da tempo di togliere il dollaro come moneta di scambio tra i paesi del gruppo, ma alla fine il dollaro resta ancora la moneta principale usata per gli scambi commerciali. C'è l'idea di facilitare il commercio tra i membri, ma le misure sono lente e spesso restano solo proposte. I sistemi economici dei paesi BRICS sono molto diversi, e spesso ognuno pensa più ai propri interessi che a quelli del gruppo.[60]
- Divergenze geopolitiche: anche sulle questioni internazionali, i BRICS sono spesso in disaccordo. Su temi come i conflitti, i diritti umani o le relazioni internazionali, non si trova una linea comune. Ogni paese ha la propria visione del mondo e questo impedisce di parlare con una sola voce. A volte sembra che i paesi si incontrino solo per mostrare che esistono, senza però proporre nulla di concreto. Le differenze tra gli stati membri sono troppe e questo limita moltissimo l'efficacia del gruppo.[60]